# Sven Hellman
Sven Rudolf Hellman, född den 11 augusti 1927 i Kalmar församling, Kalmar län, död den 11 april 2009 i Botkyrka församling, Stockholms län, var en svensk civilingenjör, verksam vid Försvarets forskningsanstalt och Försvarsdepartementet.

## Biografi
Hellman tog studentexamen i Kalmar 1946 och civilingenjörsexamen vid Kungliga Tekniska Högskolan i Stockholm 1950. Han tjänstgjorde 1954–1972 vid Försvarets forskningsanstalt: som forskningsingenjör 1954–1956, förste forskningsingenjör 1956–1959, laborator 1959–1963, avdelningsdirektör 1963–1966 och överingenjör 1966–1972. Åren 1972–1994 var han sakkunnig inom säkerhetspolitik och långsiktsplanering i Försvarsdepartementet.
Från 1965 var han sekreterare och expert i flera försvarskommittéer, expert i Ubåtskommissionen samt föreläsare inom säkerhetspolitik med mera vid Försvarshögskolan, myndigheter, skolor och Gällöfsta kurscentrum.
Sven Hellman invaldes 1972 som ledamot av Kungliga Krigsvetenskapsakademien. Han är gravsatt på Lilla Dalens begravningsplats.

## Engagemang mot kärnvapen
Hellman blev tidigt övertygad om kärnvapnens ohygglighet och menade att de borde förbjudas. Hans övertygelse var att forskare hade ett ansvar för hur deras arbete utnyttjades och menade att de borde bidra till kärnvapennedrustningen. År 1982 blev han den förste ordföranden i den nybildade föreningen Ingenjörer mot  kärnvapen och han var även sekreterare i Svenska Pugwashgruppen.
I en nekrolog karakteriseras han sålunda: ”Sven Hellman var lågmäld och lyssnande, men hade i debatten alltid tunga och välgrundade argument. Hans ståndpunkt i kärnvapenfrågan var naturligtvis kontroversiell i bland annat officerskretsar, när det diskuterades vapnens betydelse för att det kalla kriget höll sig kallt. Han ingav emellertid en känsla av att han tog till sig synpunkterna och övervägde dem noggrant innan han, oftast, förkastade dem. Hans kompetens och framtoning gjorde att man lyssnade på honom och han hade mer inflytande än vad han själv skulle erkänna”.